# Vivero Coyoacán
Vivero Coyoacán comúnmente llamado Viveros de Coyoacán, es el nombre de un parque administrado por el gobierno federal de México, a través de la Secretaría de Medio Ambiente y Recursos Naturales, en donde se producen árboles de diversas especies cuyo objetivo y destino es la reforestación de la zona conurbada de la Ciudad de México, mediante donaciones de plantas a diversas instancias públicas y privadas.

## Descripción
El vivero se encuentra al sur de la capital de México y al este de la histórica demarcación de Coyoacán, colindando su costado poniente con la avenida Universidad. Tiene una superficie de 39 hectáreas y es accesible desde la estación Viveros del metro de la Ciudad de México. A lo largo de su extremo poniente fluye el río Magdalena, una de las dos  únicas corrientes de agua que corren a cielo abierto en la Ciudad de México. En el parque existen áreas de producción, educativas donde se realizan distintas actividades deportivas, artísticas y de recreación. El Vivero Coyoacán es uno de los espacios públicos donde tienen lugar diversas actividades familiares e individuales sanas y culturales. Es un área donde se difunde y promueve el respeto y conocimiento sobre la naturaleza. Durante largos años, del Vivero Coyoacán han salido muchos de los árboles que hoy vemos en otros parques, camellones y banquetas de nuestra Ciudad.

## Historia
Miguel Ángel de Quevedo, conocido como el “Apóstol del árbol”, donó en 1901 una hectárea de terreno perteneciente al rancho Panzacola para crear un Vivero. En los años siguientes el ingeniero buscó el apoyo de diversas autoridades para lograr su objetivo. En 1907 consiguió el apoyo de José Ives Limantour, secretario de Hacienda en esa fecha, quien visitó el Vivero Coyoacán y quedó muy impresionado por la cantidad de árboles en el lugar. El funcionario de hacienda convenció al entonces presidente de México, general Porfirio Díaz, de visitar el lugar. El presidente quedó sorprendido también y decidió que el proyecto merecía el apoyo de su gobierno. El mismo año se logró su fundación, siendo el primer vivero forestal mexicano. Años después, entre 1911 y 1934, el gobierno federal de México fue comprando propiedades que posteriormente integrarían las 39 hectáreas que actualmente constituyen el vivero.
En los años treinta del siglo pasado, el Vivero abrió sus puertas al público y el 26 de septiembre de 1938, por decreto del presidente Lázaro Cárdenas del Río toda la población de Coyoacán, incluyendo el Vivero, fue declarada como parque nacional con el nombre “El Histórico Coyoacán”.

## Donación de árboles
Desde su creación, el Vivero Coyoacán ha producido árboles que han sido utilizados para forestar y reforestar zonas dentro del área metropolitana de la Ciudad de México. En la actualidad se producen más de 20 especies forestales, como: ahuehuete, cedro blanco, fresno, jacaranda, pino chino, pino blanco, pino piñonero, trueno común, entre otras. Los árboles producidos en el Vivero pueden ser donados a personas físicas y/o morales para el desarrollo de actividades de plantación, encaminadas a la forestación y/o reforestación con fines de conservación y/o restauración en el ámbito territorial de la zona conurbada del Distrito Federal.

## Imágenes

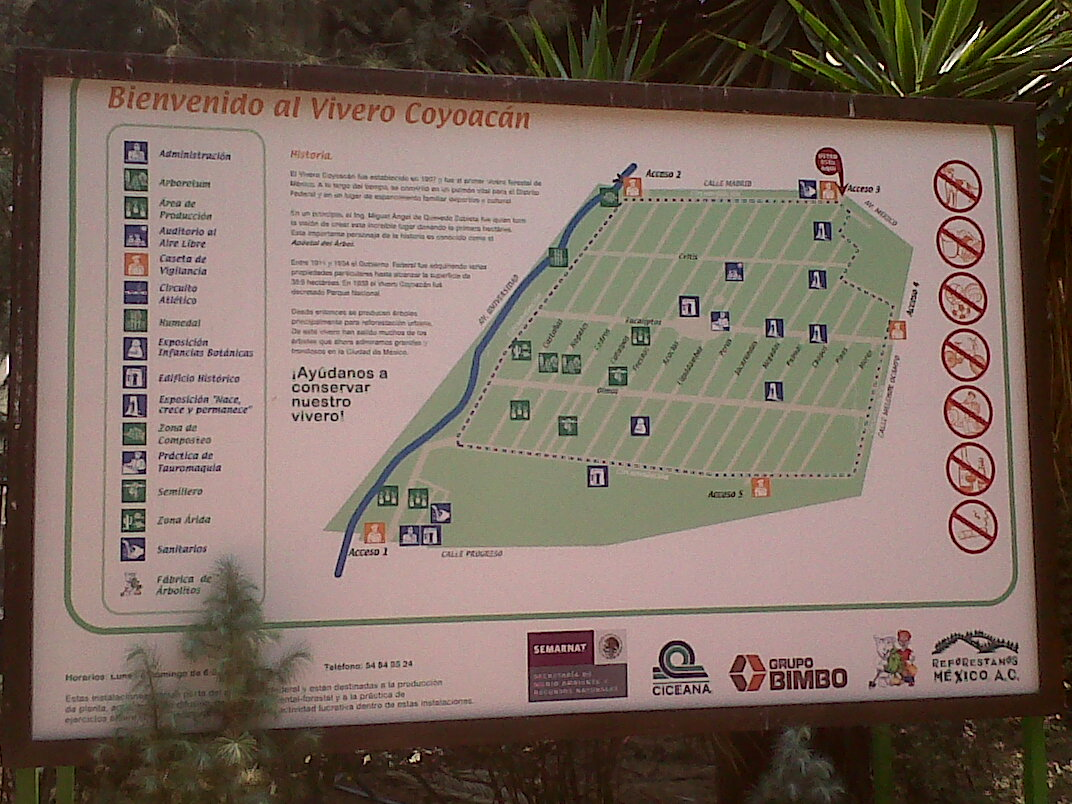
Plano del sitio.
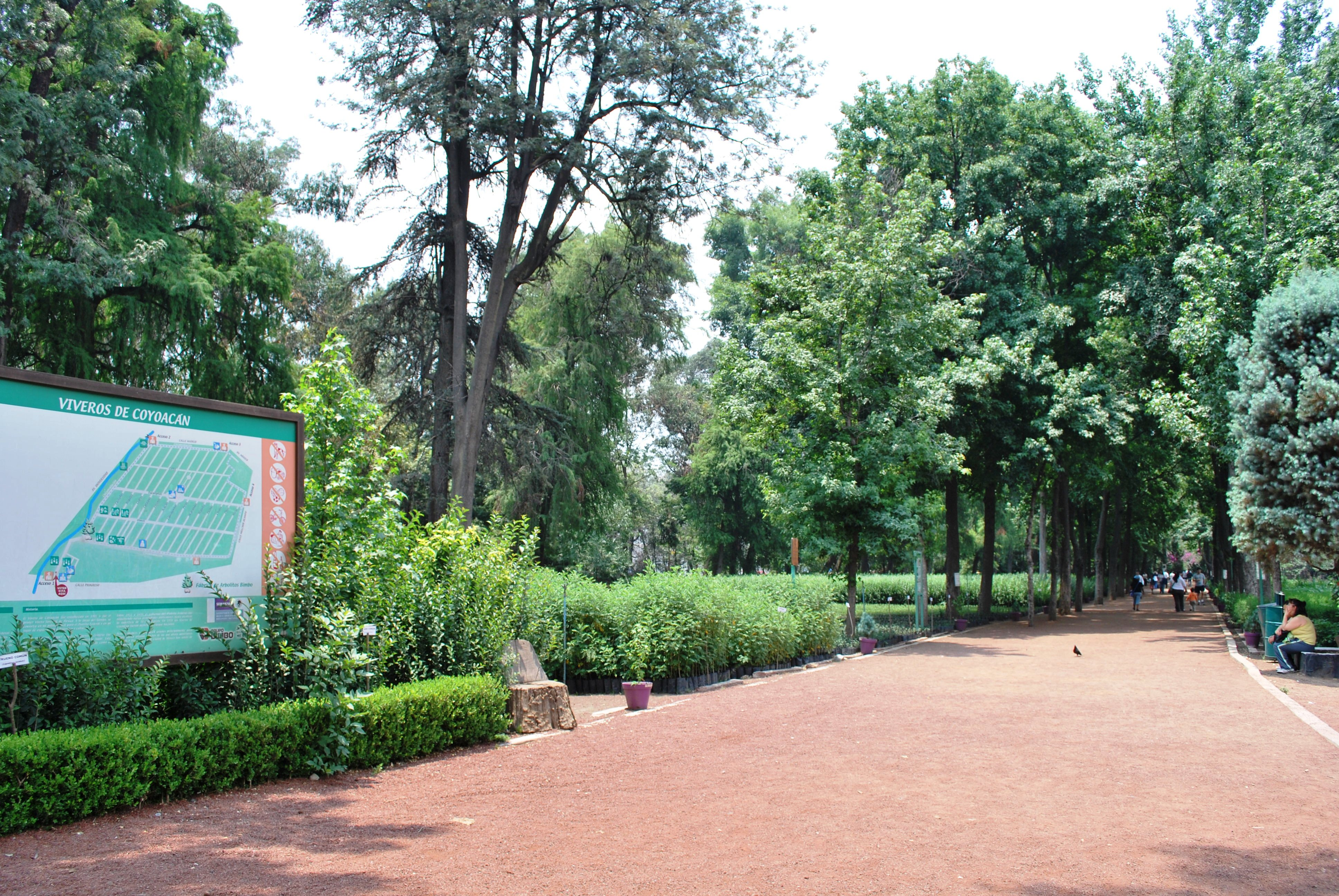
Entrada (una de las varias) al Vivero Coyacán.
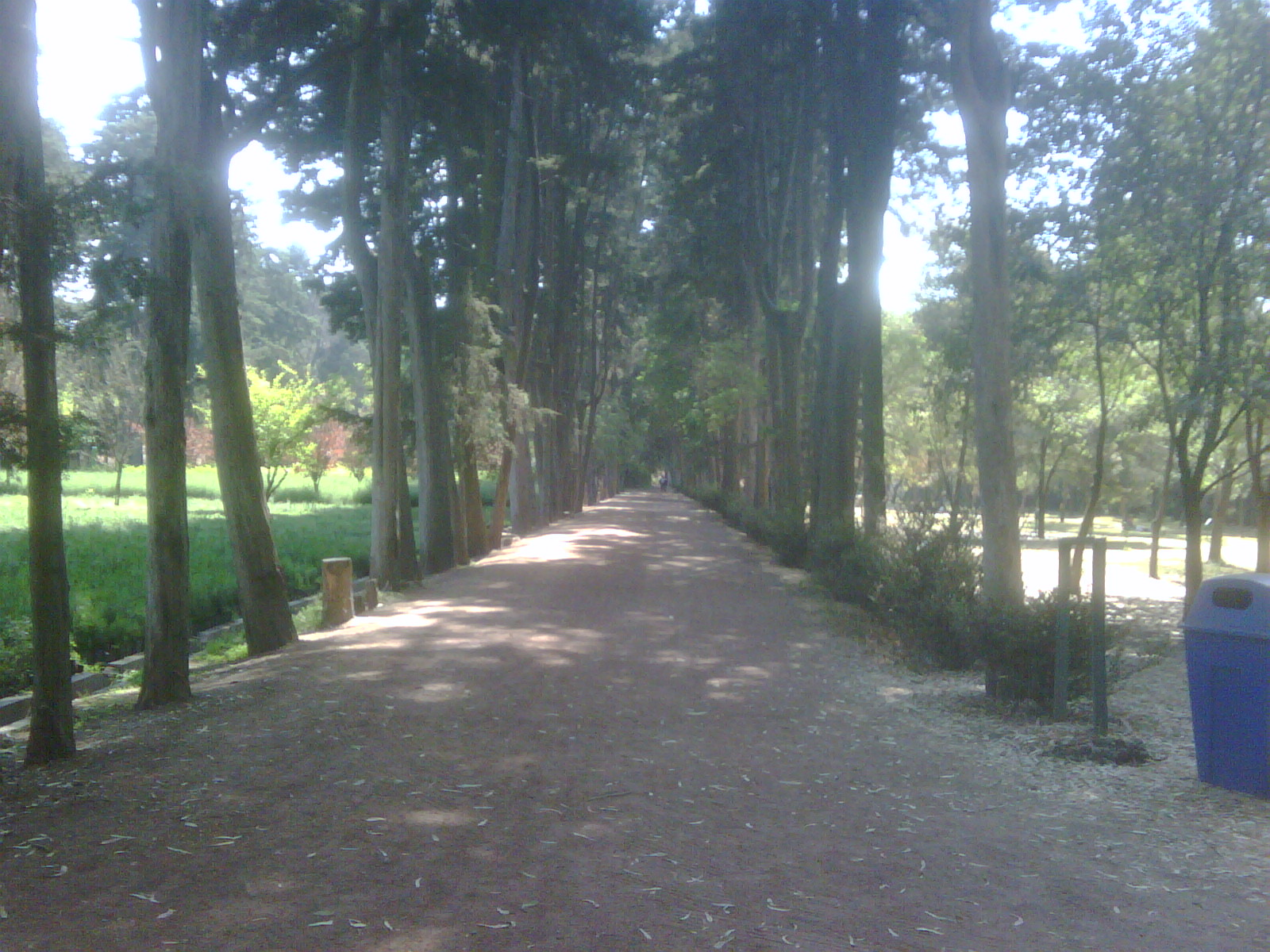
Vista de la calle Catalpás en el Vivero Coyoacán.
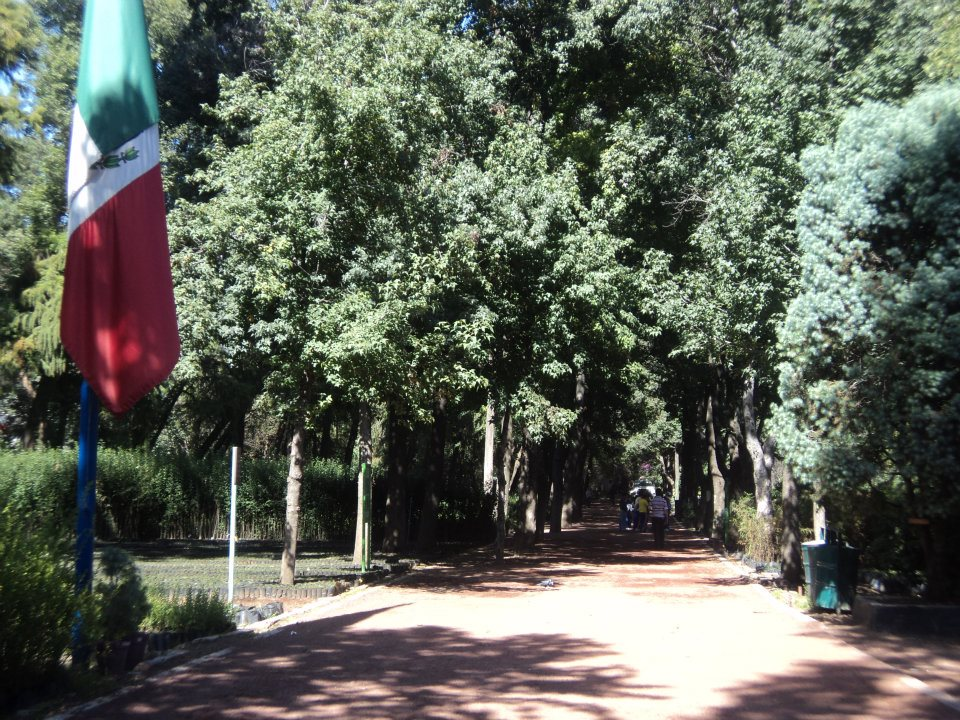
Uno de los pasillos del parque.
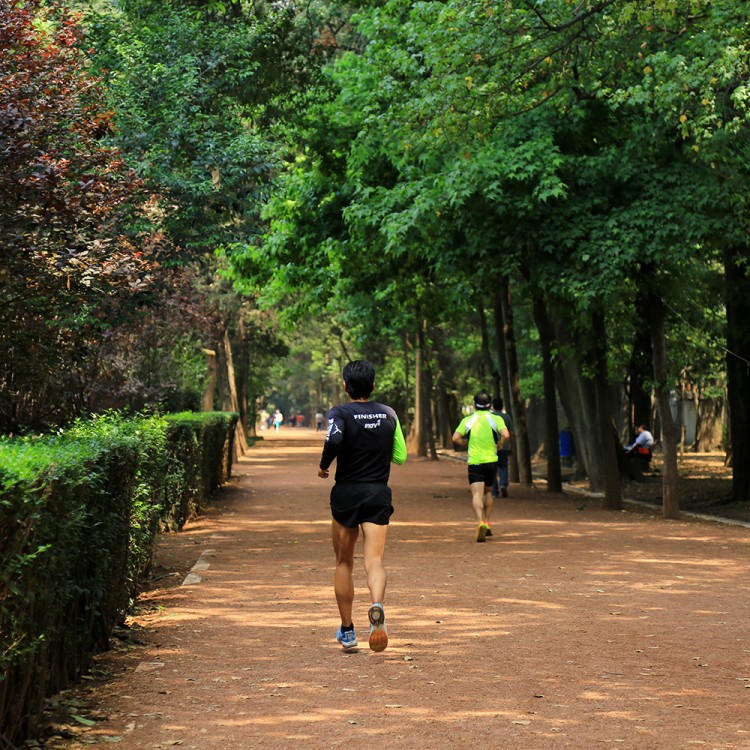
Gente corriendo en los viveros.